# Oedemera nobilis
Oedemera nobilis és un coleòpter de la família Oedemeridae, una de les espècies més comunes de la família als Països Catalans i a Europa occidental.

## Característiques
Els mascles d'Oedemera nobilis, com els de la majoria de les espècies del gènere Oedemera, tenen els fèmurs posteriors molt inflats, mentre que les femelles els tenen prims, i els èlitres molt estrets pel darrere (no tant a les femelles) que deixen al descobert les ales membranoses. Són de color verd brillant, sovint amb tonalitats daurades o de coure; també hi ha individus blaus o violacis. Es diferencia d'espècies properes, com ara Oedemera flavipes, a més de pel color, per la llarga pubescència blanca que cobreix el cap, el pronot i les tíbies posteriors del mascles.

## Biologia i ecologia
Oedemera nobilis és molt abundant a la primavera i l'estiu sobre diverses espècies de flors; els mascles són molt aparents pels seus fèmurs posteriors molt dilatats i el seu color verd brillant. S'alimenta de pol·len i nèctar d'asteràcies, ciperàcies, convolvulàcies, crucíferes, dipsacàcies, escrofulariàcies, gramínies, papaveràcies, plantaginàcies, rosàcies, rubiàcies i umbelíferes. Les larves es desenvolupen a les tiges de plantes herbàcies, com ara Spartium i Cirsium.

## Distribució
Oedemera nobilis habita tot Europa meridional, des de la península Ibèrica a Grècia; abunda a la zona mediterrània i penetra a l'Europa Central fins al sud d'Anglaterra i el centre d'Alemanya; assoleix Dinamarca, on és rara i esporàdica. També està presente al Magrib. És absent als països alpins i a Europa Oriental.
Als Països Catalans abunda arreu, excepte a les Illes Balears on no s'ha trobat encara i on és possible que no hi visqui.

## Galeria

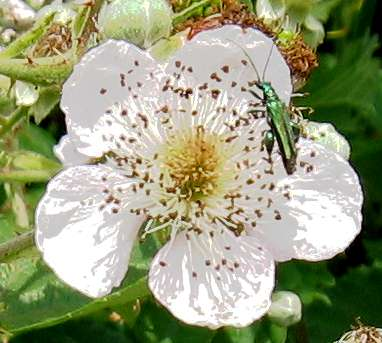
Mascle d'Oedemera nobilis sobre una rosàcia
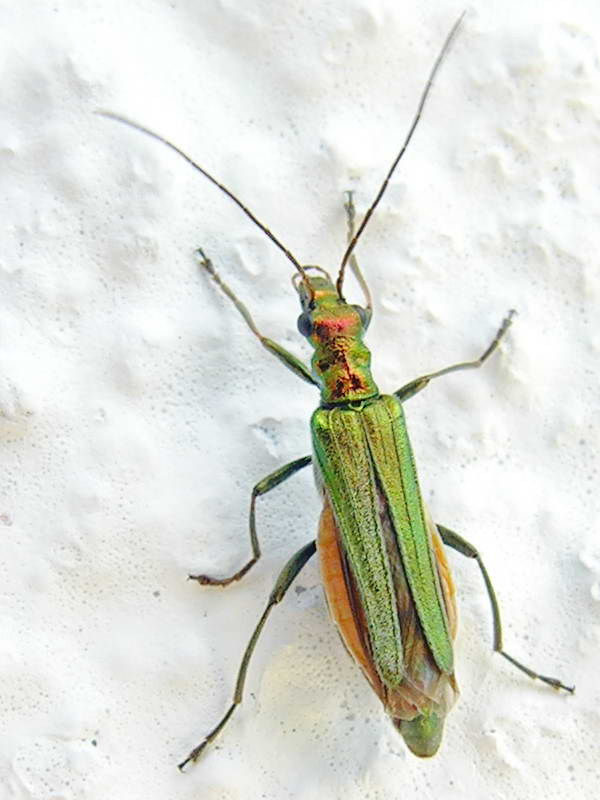
Femella d'Oedemera nobilis que mostra els fèmurs posteriors no dilatats
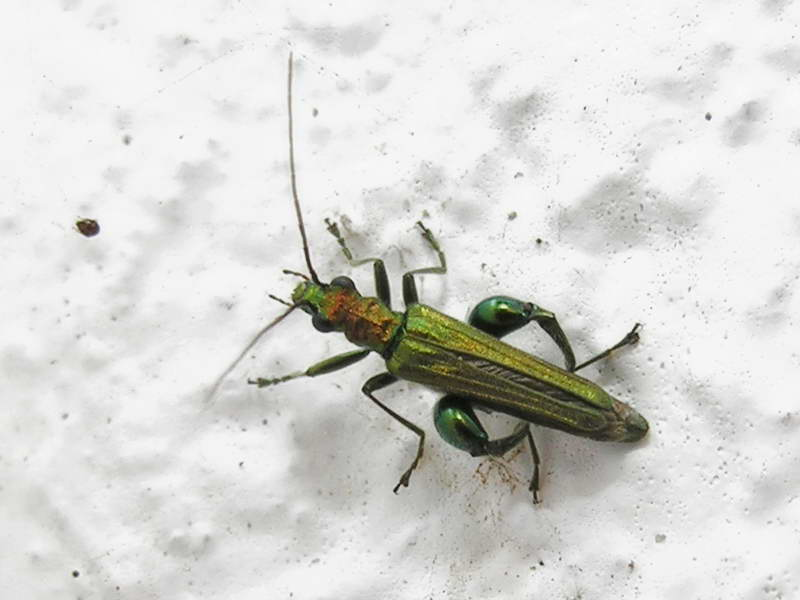
Mascle d'Oedemera nobilis amb tonalitats d'aram al cap i al pronot
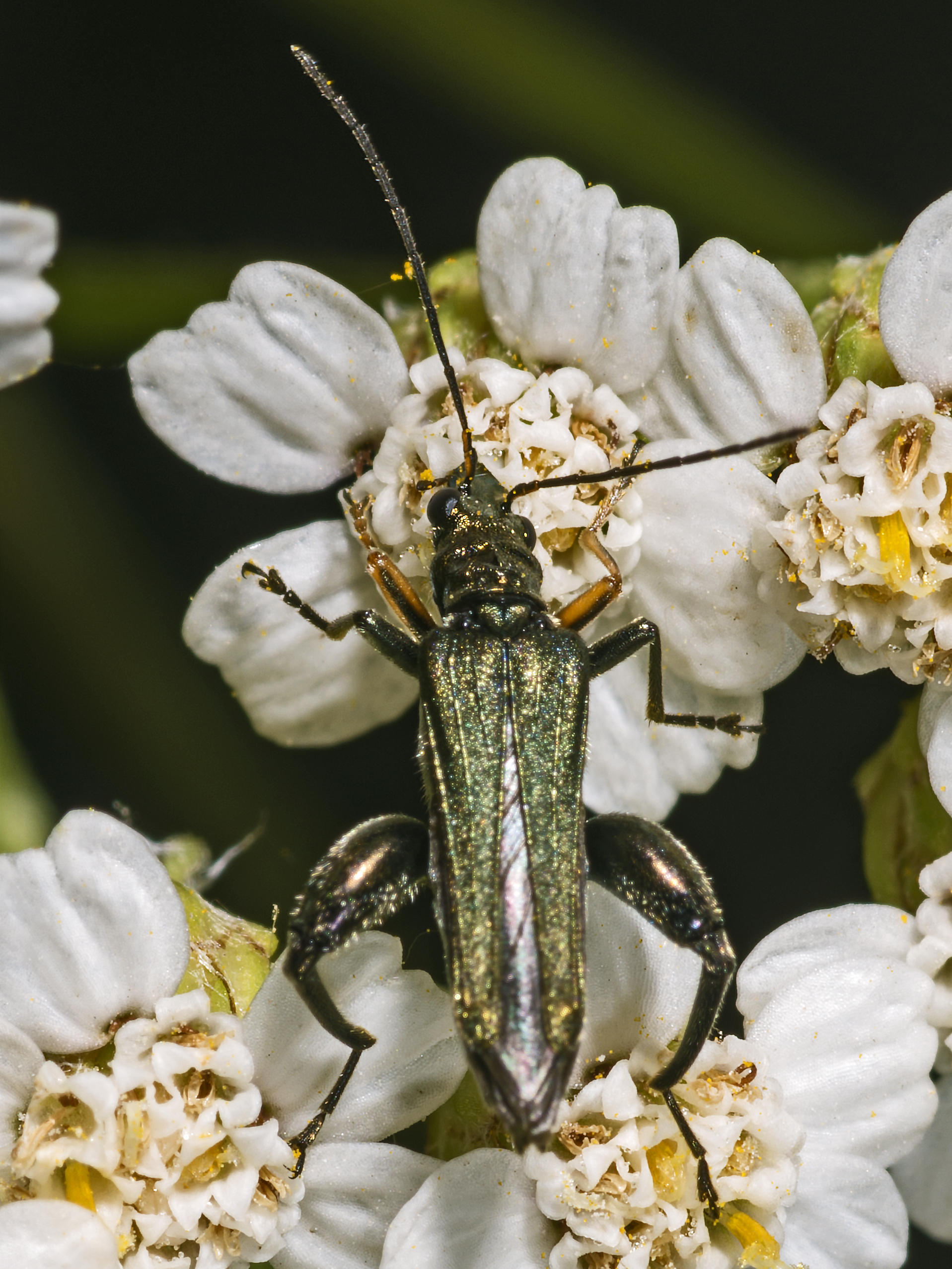
Mascle d'Oedemera flavipes, sempre d'un verd molt més bronzejat que Oedemera nobilis, i amb la qual es pot confondre